# Dipartimento di Tanout
Il dipartimento di Tanout è un dipartimento del Niger facente parte della regione di Zinder. Il capoluogo è Tanout.

## Geografia antropica
Il dipartimento di Tanout è suddiviso in 6 comuni:

### Comuni urbani
- Tanout

### Comuni rurali
- Falenko
- Gangara
- Ollelewa
- Tarka
- Tenhya